# Sanionia orthothecioides
Sanionia orthothecioides là một loài Rêu trong họ Amblystegiaceae. Loài này được (Lindb.) Loeske miêu tả khoa học đầu tiên năm 1907.